# جوزيف تشن
جوزيف تشن (بالإنجليزية: Joseph Zen) (و. 1932 – م) هو كاهن كاثوليكي، من جمهورية الصين الشعبية، ولد في شانغهاي.

## مناصب
تولى منصب الكاردينال، وأسقف.

## روابط خارجية
- جوزيف تشن على موقع مونزينجر (الألمانية)